# زلاکای دززا (یوتا)
زلاکای دززا (به انگلیسی: Tselakai Dezza) یک منطقهٔ مسکونی در ایالات متحده آمریکا است که در شهرستان سن‌خوآن، یوتا واقع شده‌است. زلاکای دززا ۵۱٫۲ کیلومتر مربع مساحت و ۱۰۳ نفر جمعیت دارد و ۱٬۳۹۶ متر بالاتر از سطح دریا واقع شده‌است.